# Hubert von Meyerinck

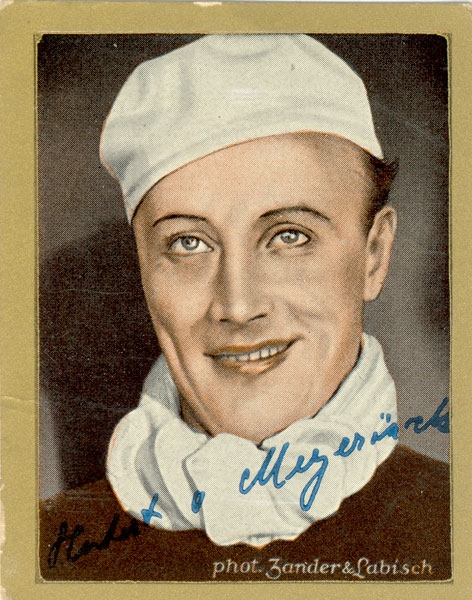
Hubert von Meyerinck (1933), Sammelbild aus der Serie Bühnenstars und ihre Autogramme, die 1933 den Gold-Saba-Zigaretten der Garbaty-Zigarettenfabrik beilagen

Hubert(us) Georg Werner Harald von Meyerinck (* 23. August 1896 in Potsdam; † 13. Mai 1971 in Hamburg) war ein deutscher Schauspieler.

## Leben und Wirken
Er wurde als einziger Sohn des Hauptmanns im Garde-Jäger-Bataillon und Gutsbesitzers Friedrich von Meyerinck (1858–1928) und dessen erster Ehefrau Caroline (geborene von Hoppenstedt, 1868–1940) geboren. Seine Großväter sind der Generalleutnant Hubert von Meyerinck (1827–1900) und der Landesökonomierat Georg Ludwig von Hoppenstedt (1830–1894). Die Schauspielerin Gudrun Genest war seine Nichte 2. Grades. Seit der frühen Scheidung der Eltern (die Ehe hielt von 1893 bis 1909) wuchs er auf dem Familiengut in Posen auf. Danach besuchte er ein Gymnasium in Godesberg und wurde nach dem Abitur während des Ersten Weltkrieges zum Militärdienst eingezogen. Kurze Zeit diente er als Fahnenjunker in Karlsruhe, doch ein Lungenleiden, das mehrere Sanatoriumsaufenthalte nach sich zog, bedingte seine Entlassung.
Nach Schauspielunterricht bei Rudolf Lettinger gab er sein Debüt am Theater 1917 am Berliner Schauspielhaus als Leutnant von Hagen in Paul Heyses Kolberg. Von 1918 bis 1920 hatte er ein Engagement an den Hamburger Kammerspielen und kehrte anschließend nach Berlin zurück, wo er erfolgreich in den Avantgarde-Stücken von Carl Sternheim auftrat. Er hatte Auftritte in verschiedenen Revuen und Kabaretts, darunter auch im berühmten Tingeltangel. Später spielte er am Deutschen Theater, in der Komödie am Kurfürstendamm (beispielsweise in der Musikrevue Es liegt in der Luft) und am Lessingtheater Rollen wie den Eingebildeten Kranken, Mackie Messer, Mephisto und den Hauptmann von Köpenick.
1920 wurde von Meyerinck für den Stummfilm entdeckt. Mit Glatze, Oberlippenbärtchen, oft mit Monokel wurde er zu einer bekannten Gestalt des deutschen Films. Im später aufkommenden Tonfilm brachte er seine charakteristische Stimme und schnarrende Artikulation zur Geltung. Er spielte Männer mit einer allürenhaften Haltung, die sich häufig als Hochstapler oder als Schurken erwiesen. Auch während der Zeit des Nationalsozialismus wirkte er in zahlreichen Filmen mit. Von Meyerinck stand 1944 in der Gottbegnadeten-Liste des Reichsministeriums für Volksaufklärung und Propaganda.
Am Theater war er immer wieder im klassischen Rollenfach zu sehen, so etwa als Mephisto in Goethes Faust oder als Malvolio in Shakespeares Was ihr wollt.

„Anfänglich betonte von Meyerinck das Feminine seiner Erscheinung. In einem Paul-Wegener-Film tanzte er, angetan mit einem rosa Balletthöschen, dem Hermelincape seiner Mutter und einer blauen Seidenkappe als Kopfbedeckung auf dem Tisch. Seine aparten homoerotischen Nuancierungen dienten seinen Regisseuren später zur negativen Charakterzeichnung. Er wurde zum beliebtesten Filmschurken des deutschen Kinos.“

Meyerinck war homosexuell und legte sich nach den Erinnerungen seines ebenfalls homosexuellen Freundes und Kollegen Kurt von Ruffin auch zu dieser Zeit keine große Zurückhaltung hinsichtlich seiner Orientierung auf und stand gefährdeten Freunden bei.

„Hubert von Meyerinck, mein großer Freund, der ein herrlicher Kollege, ein herrlicher Mann war, hat gesagt (obwohl er selbst immer in Gefahr war, denn er war ja einer der muntersten): ‚Ich begleite dich auf den Alexanderplatz‘. Damals war das Polizeirevier am Alexanderplatz. Er ging wirklich mit mir dorthin, was eine edle Tat war. Er hat mir hinterher eine wunderschöne Krawatte geschenkt, die ich noch habe.“

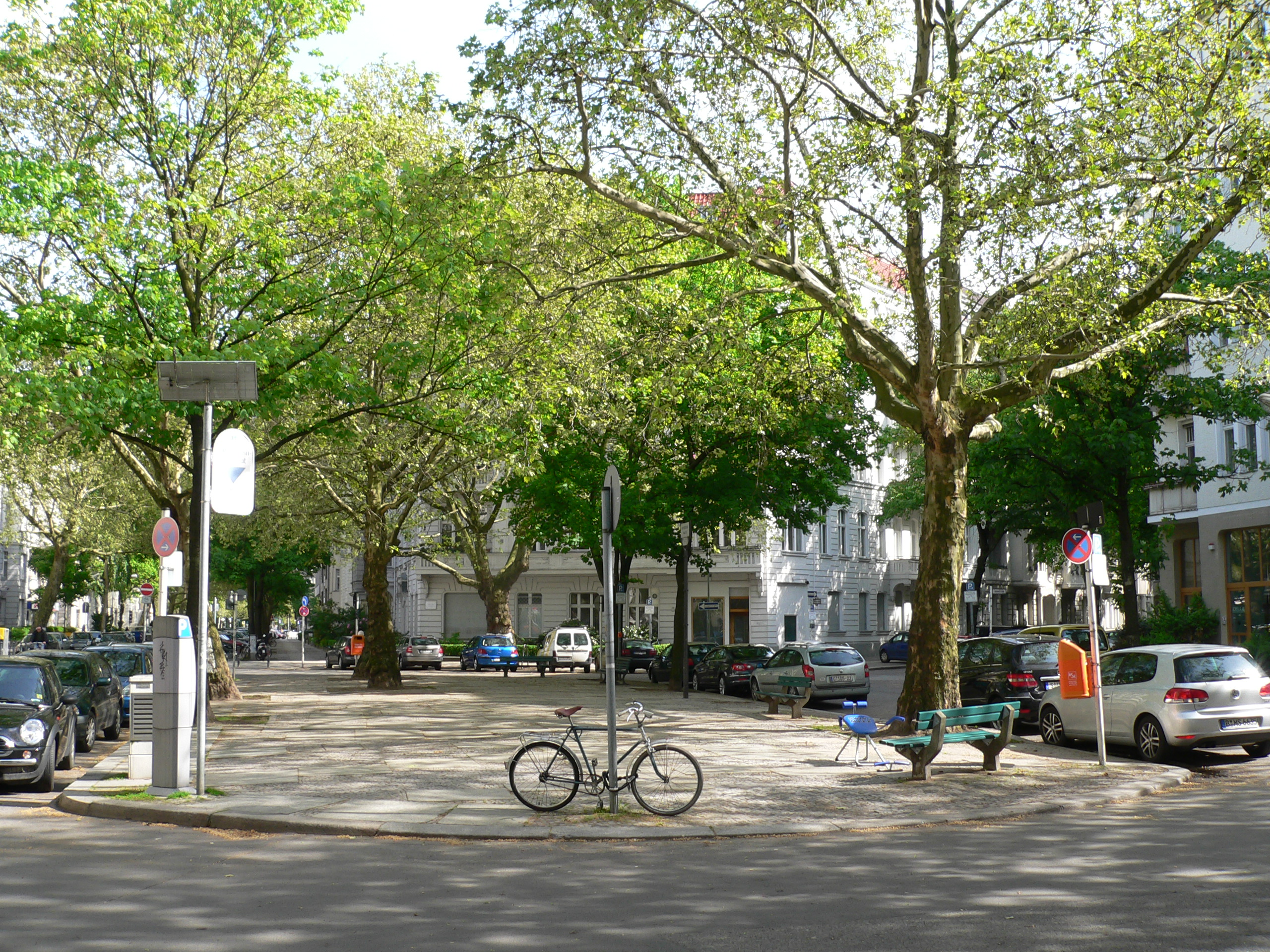
Meyerinckplatz in Berlin-Charlottenburg

„Ich erinnere mich an einen schwulen Schauspieler, den wir ‚Hubsi‘ nannten, Hubert von Meyerinck. Er hat sich selbst dessen nie gerühmt, aber in der Kristallnacht ist er über den Kurfürstendamm gelaufen und hat gerufen: ‚Wer auch immer unter Ihnen jüdisch ist, folgen Sie mir.‘ Er hat die Leute in seiner Wohnung versteckt. Ja, es hat sie gegeben, die anständigen Menschen, deren Worten man glauben konnte, daß es schwierig war, Widerständler zu werden in jener Zeit. Menschen wie Meyerinck waren herrlich, wunderbar.“

1950 zog er nach München, spielte aber auch an den Bühnen von Göttingen und Wuppertal.
1966 erhielt er ein Festengagement am Thalia Theater in Hamburg, an dem er am 4. März 1971 seine letzte Vorstellung als Agamemnon in Die schöne Helena gab.
In seinen späteren Jahren wurde er in Filmkomödien für skurrile Amtspersonen, Adelige, Generäle und verschlagene Hochstapler besetzt. Einen seiner wohl bekanntesten Auftritte in diesem Rollenfach hatte von Meyerinck 1961 in Billy Wilders Komödienklassiker Eins, Zwei, Drei. Dort spielte er den verarmten, doch pompös auftretenden Grafen von Droste-Schattenburg, der nun als Toilettenmann arbeitet. Letzte Filmerfolge hatte Hubert von Meyerinck mit den Edgar-Wallace-Filmen Im Banne des Unheimlichen (1968), Der Gorilla von Soho (1968) und Der Mann mit dem Glasauge (1968), in denen er Sir Arthur, den schrulligen Chef von Scotland Yard, verkörperte. Insgesamt wirkte er von 1965 bis 1969 in fünf Wallace-Verfilmungen mit. Bis zu seinem Lebensende brachte er es insgesamt auf mehr als 275 Filmeinsätze.

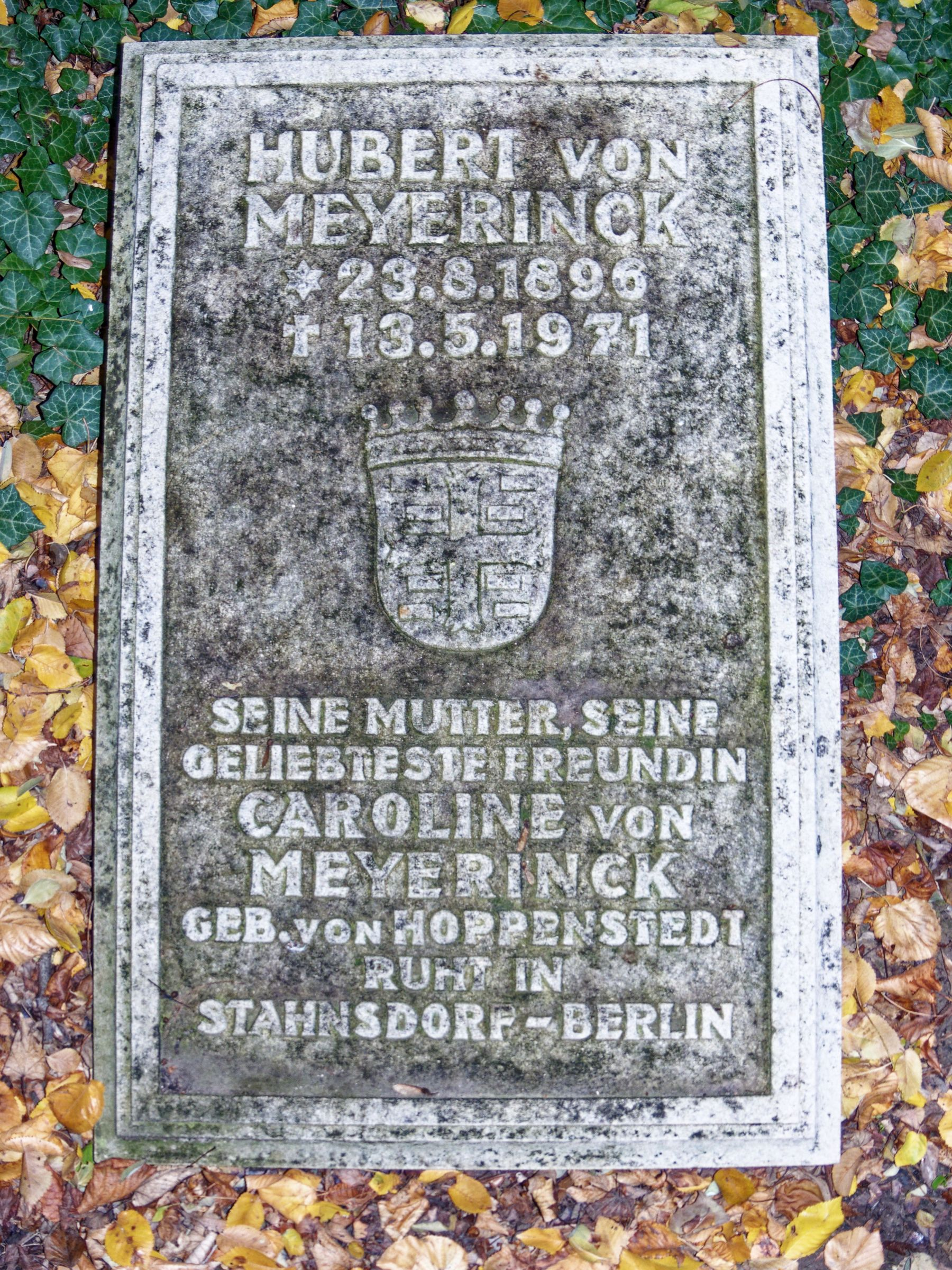
Grabstelle in Schladen

Sein Privatleben verstand von Meyerinck vor den Medien abzuschirmen. Von Freunden, Familie und Kollegen wurde er „Hubsi“ oder „Knurpsi“ genannt. Seine Erinnerungen erschienen 1967 unter dem Titel Meine berühmten Freundinnen, in denen er über prominente Kolleginnen wie Marlene Dietrich oder Adele Sandrock, aber auch über seine geliebte Mutter berichtet, mit der er bis zu deren Tod in häuslicher Gemeinschaft in der Giesebrechtstraße Nr. 18 gelebt hatte. Hubert von Meyerinck starb an Herzversagen im Hamburger Bethanien-Krankenhaus. Sein Grab befindet sich auf dem evangelischen Friedhof der Gemeinde Schladen bei Goslar.
Berlin ehrte ihn im August 1994 mit der Benennung des Meyerinckplatzes in Charlottenburg.

## Auszeichnungen
- 1960 und 1961: Preis der deutschen Filmkritik für Ein Mann geht durch die Wand und Das Spukschloß im Spessart
- 1967: Bambi
- 1968: Filmband in Gold für langjähriges und hervorragendes Wirken im deutschen Film

## Filmografie (Auswahl)

### Kinofilme
- 1920: Die Todesmaske
- 1921: Sehnsucht
- 1921: Der Mann ohne Namen (6 Teile)
- 1926: Manon Lescaut
- 1926: Die Flammen lügen
- 1927: Brennende Grenze
- 1927: Doña Juana
- 1928: Unter der Laterne
- 1928: Der geheime Kurier
- 1929: Adieu, Mascotte
- 1929: Das brennende Herz
- 1929: Diane
- 1929: Jennys Bummel durch die Männer
- 1929: Die Drei um Edith
- 1929: Ludwig der Zweite, König von Bayern
- 1929: Ich lebe für Dich
- 1930: Das Flötenkonzert von Sans-souci
- 1930: Rosenmontag
- 1931: Die heilige Flamme
- 1931: Der Raub der Mona Lisa
- 1932: Der weiße Dämon
- 1932: Der schwarze Husar
- 1933: Manolescu, der Fürst der Diebe
- 1933: Ich und die Kaiserin
- 1933: Der Traum vom Rhein
- 1933: Ein Unsichtbarer geht durch die Stadt
- 1933: Des jungen Dessauers große Liebe
- 1934: Die Welt ohne Maske
- 1934: Ich heirate meine Frau
- 1934: Die Insel
- 1935: Barcarole
- 1935: Henker, Frauen und Soldaten
- 1935: April, April!
- 1935: Sie und die Drei
- 1936: Spiel an Bord
- 1937: Der Unwiderstehliche
- 1937: Streit um den Knaben Jo
- 1937: Ein Volksfeind
- 1938: Nanu, Sie kennen Korff noch nicht?
- 1938: Die Nacht der Entscheidung
- 1939: Bel Ami
- 1939: Salonwagen E 417
- 1939: Robert Koch, der Bekämpfer des Todes
- 1939: Der Florentiner Hut
- 1939: Kitty und die Weltkonferenz
- 1939: Hallo Janine
- 1940: Das Herz der Königin
- 1940: Trenck, der Pandur
- 1940: Die Rothschilds
- 1940: Ihr Privatsekretär
- 1941: Frau Luna
- 1941: Die keusche Geliebte
- 1941: Venus vor Gericht
- 1942: Der große Schatten
- 1942: Zwei in einer großen Stadt
- 1942: Diesel
- 1942: Ein Zug fährt ab
- 1943: Münchhausen
- 1944: Ich hab’ von dir geträumt
- 1944/52: Das Mädchen Juanita
- 1945: Sag’ die Wahrheit (unvollendet)
- 1945: Shiva und die Galgenblume (unvollendet)
- 1948: Blockierte Signale
- 1948: Die seltsamen Abenteuer des Herrn Fridolin B.
- 1949: Der große Mandarin
- 1949: Liebe 47
- 1949: Mordprozess Dr. Jordan
- 1949: Der blaue Strohhut
- 1950: Liebe auf Eis
- 1950: Kein Engel ist so rein
- 1950: Aufruhr im Paradies
- 1950: Gute Nacht, Mary
- 1950: Der Mann, der sich selber sucht
- 1950: Meine Nichte Susanne
- 1950: Pikanterie
- 1951: Die Frauen des Herrn S.
- 1951: Hilfe, ich bin unsichtbar!
- 1951: Die Dubarry
- 1951: Weh’ dem, der liebt!
- 1951: Engel im Abendkleid
- 1952: Der bunte Traum
- 1952: Die Diebin von Bagdad
- 1952: Klettermaxe
- 1952: Liebe im Finanzamt
- 1952: Das kann jedem passieren
- 1953: Fanfaren der Ehe
- 1953: Keine Angst vor großen Tieren
- 1953: Man nennt es Liebe
- 1953: Das Nachtgespenst
- 1954: Keine Angst vor Schwiegermüttern
- 1954: Die verschwundene Miniatur
- 1954: An jedem Finger zehn
- 1954: Maxie
- 1954: Columbus entdeckt Krähwinkel
- 1955: An der schönen blauen Donau
- 1955: Das Forsthaus in Tirol
- 1955: Ball im Savoy
- 1955: Musik, Musik und nur Musik
- 1955: Die Wirtin zur Goldenen Krone
- 1955: Liebe, Tanz und 1000 Schlager
- 1956: Hilfe – sie liebt mich!
- 1956: Dany, bitte schreiben Sie
- 1956: Die wilde Auguste
- 1956: Santa Lucia
- 1956: IA in Oberbayern
- 1956: Die gestohlene Hose
- 1956: Zu Befehl, Frau Feldwebel!
- 1956: Der Hauptmann von Köpenick
- 1956: Manöverball
- 1957: Sommerliebe am Bodensee
- 1957: Der müde Theodor
- 1957: Der tolle Bomberg
- 1957: Ferien auf Immenhof
- 1957: Träume von der Südsee
- 1957: Weißer Holunder
- 1957: Das Wirtshaus im Spessart
- 1957: Siebenmal in der Woche
- 1957: Das Glück liegt auf der Straße
- 1957: Wenn Frauen schwindeln
- 1957: Und abends in die Scala
- 1958: Der Stern von Santa Clara
- 1958: Der Czardas-König
- 1958: Das Mädchen Rosemarie
- 1958: Piefke, der Schrecken der Kompanie
- 1958: Skandal um Dodo
- 1958: Liebe, Mädchen und Soldaten
- 1959: La Paloma
- 1959: Ein Mann geht durch die Wand
- 1959: Salem Aleikum
- 1959: Melodie und Rhythmus
- 1959: Bobby Dodd greift ein
- 1960: Das Spukschloß im Spessart
- 1960: Der Herr mit der schwarzen Melone
- 1961: Geheime Wege (The Secret Ways)
- 1961: Eins, Zwei, Drei (One, Two, Three)
- 1961: Davon träumen alle Mädchen
- 1961: Die Abenteuer des Grafen Bobby
- 1961: Junge Leute brauchen Liebe
- 1961: Freddy und der Millionär
- 1961: Ein Stern fällt vom Himmel
- 1961: Robert und Bertram
- 1962: … und ewig knallen die Räuber
- 1962: Der verkaufte Großvater
- 1962: Wenn die Musik spielt am Wörthersee
- 1962: So toll wie anno dazumal
- 1962: Das schwarz-weiß-rote Himmelbett
- 1962: Hochzeitsnacht im Paradies
- 1963: … denn die Musik und die Liebe in Tirol
- 1963: Allotria in Zell am See
- 1964: Maibritt, das Mädchen von den Inseln
- 1965: Ich kauf mir lieber einen Tirolerhut
- 1965: Neues vom Hexer
- 1966: Der Bucklige von Soho
- 1966: Das sündige Dorf
- 1966: Brille und Bombe: Bei uns liegen Sie richtig!
- 1967: Herrliche Zeiten im Spessart
- 1967: Frank der Fünfte
- 1967: Kuckucksjahre
- 1967: Wenn Ludwig ins Manöver zieht
- 1968: Im Banne des Unheimlichen
- 1968: Der Gorilla von Soho
- 1968: Otto ist auf Frauen scharf
- 1968: Ein dreifach Hoch dem Sanitätsgefreiten Neumann
- 1969: Der Mann mit dem Glasauge
- 1969: Dr. med. Fabian – Lachen ist die beste Medizin
- 1969: Charley’s Onkel
- 1970: Wenn die tollen Tanten kommen
- 1970: Nachbarn sind zum Ärgern da

### Fernsehserien
- 1963: Das Kriminalmuseum: Fünf Fotos
- 1971: Dem Täter auf der Spur: Tod am Steuer
- 1971: Hei-Wi-Tip-Top
- 1971: Frei nach Mark Twain

## Hörspiele
- 1947: Peter Wiszwede: Das alte Puppenspiel von Doktor Faust (Mephisto) – Regie: Karl Heinz Riepenhausen (Berliner Rundfunk)

## Schriften
- Hubert von Meyerinck: Lieder im Abend (Gedichte) Voegels Verlag, Berlin 1922
- Hubert von Meyerinck: Meine berühmten Freundinnen. Erinnerungen. Econ-Verlag, Düsseldorf u. a. 1967 (Ungekürzte Ausgabe. (= dtv-Taschenbücher 611). Deutscher Taschenbuch Verlag, München 1969).